# Ji'ergalang
Ji'ergalang (kinesiska: 吉尔嘎朗, 吉尔嘎朗镇) är en köping i Kina. Den ligger i den autonoma regionen Inre Mongoliet, i den norra delen av landet, omkring 960 kilometer öster om regionhuvudstaden Hohhot. Antalet invånare är 24426. Befolkningen består av 11 767 kvinnor och 12 659 män. Barn under 15 år utgör 17,0 %, vuxna 15-64 år 76 %, och äldre över 65 år 5,0 %.
Genomsnittlig årsnederbörd är 718 millimeter. Den regnigaste månaden är juni, med i genomsnitt 150 mm nederbörd, och den torraste är januari, med 5 mm nederbörd.